# نيلز يورغن هانسن
نيلز يورغن هانسن (بالدنماركية: Niels Jørgen Hansen)‏ هو شخصية أعمال دنماركي، ولد في 1955 في الدنمارك في مملكة الدنمارك.

## وصلات خارجية
- نيلز يورغن هانسن على موقع DartsDatabase.co.uk (الإنجليزية)